# Gareth Bryan-Jones
Gareth Bryan-Jones (David Gareth Bryan-Jones; * 25. Februar 1943 in West Kirby, Merseyside) ist ein ehemaliger britischer Hindernisläufer.
Bei den Olympischen Spielen 1968 in Mexiko-Stadt schied er über 3000 m Hindernis im Vorlauf aus. 1970 wurde er für Schottland startend bei den British Commonwealth Games in Edinburgh Vierter.
Einmal wurde er Englischer Meister (1968) und fünfmal Schottischer Meister (1968–1971, 1975) über 3000 m Hindernis. Seine persönliche Bestzeit in dieser Disziplin von 8:33,8 min stellte er am 23. Juli 1970 in Edinburgh auf.